# NGC 6954
NGC 6954 est une galaxie lenticulaire située dans la constellation du Dauphin. Sa vitesse par rapport au fond diffus cosmologique est de 3 771 ± 36 km/s, ce qui correspond à une distance de Hubble de 55,6 ± 3,9 Mpc (∼181 millions d'al). NGC 6954 a été découverte par l'astronome allemand Albert Marth en 1863.
Selon le base de données astronomique NASA/IPAC, NGC 6954 est une galaxie du champ, c'est-à-dire qu'elle n'appartient pas à un amas ou un groupe et qu'elle est donc gravitationnellement isolée.